# Etton (East Riding of Yorkshire)
Etton – wieś w Anglii, w hrabstwie East Riding of Yorkshire. Leży 19 km na północny zachód od miasta Hull i 265 km na północ od Londynu. W 2001 miejscowość liczyła 285 mieszkańców.